# 陳武
陳 武（ちん ぶ）は、中国後漢末期の武将。孫策・孫権に仕えた。揚州廬江郡松滋県の人。字は子烈。子は陳脩。庶子は陳表。『三国志』呉志に伝がある。

## 生涯
孫策が寿春にいた頃に拝謁し、その家臣となった。その時、陳武は18歳で身長が7尺7寸あったという。孫策の長江渡河時に従軍し、各地で戦功を挙げて別部司馬となった。孫策は劉勲を討つと、その投降者を選抜して軍団を組織し、陳武に指揮させた。その軍団は精鋭揃いで負け知らずだったという。
孫権の代には五校尉（首都防衛機動隊長官）の目付役に任命された。
陳武は思いやりがあり、人に対する気前も良かったため、同郷の者や遠方からの避難民が多く身を寄せた。孫権からも特別の寵愛を受け、孫権が陳武の家を何度も訪れる程であった。陳武は功労を重ね、偏将軍にまで昇った。
建安20年（215年）、曹操軍との合肥戦において、命をかけて奮戦したが戦死した。孫権は陳武の死を大いに悲しみ、葬儀にも直接参加したという。『江表伝』によれば、孫権は彼の愛妾に殉死を命じ、賓客二百家の租税を免除したとある（東晋の歴史家の孫盛は、愛妾を殉死させた孫権の行為を非難している。）。
なお、子は孫権に期待された人物であったが早世した。庶子も呉に仕えて活躍した。

## 三国志演義
小説『三国志演義』では、黄色い顔に赤い瞳という容貌になっている。周瑜との旧知の人物として登場し、劉繇軍を城内から攻撃し大いに破る。孫策と対面した時は、黄色い顔に赤い瞳の容貌であると描かれている。劉繇の残党である張英の攻撃にも参加し、張英を討ち取っている。その後も孫策・孫権に従い、各場面で武将として活躍する。劉備が孫夫人との婚礼のため呉に赴いた時は、孫夫人と身の危険を感じ逃走を図る劉備の追撃に、潘璋とともに当たっているが、張昭から二人では心許無いと言われ、結局孫夫人の迫力に圧倒され一時的に引き返している。戦死の描写もあり、孫権が曹操との戦いで苦戦する中、曹操軍の龐徳と遭遇し一騎討ちに及んでいる。しかし最期は、枝に服が引っ掛かって身動きが取れなくなったところを斬られている。孫権は戦後、同じく船を守って溺死した董襲とともに、陳武の遺骸を探し出させて二人を丁重に葬った事になっている。